# خلية صنوبرية
الخلية الصنوبريّة (بالإنجليزية: Pinealocytes)‏ ، هي الخلايا الأساسية للغدة الصنوبرية. إنها تُنتج و تُفرز الميلاتونين. وللخلايا الصنوبريّة عُضَيّ يُسمى الشريط المشبكي ؛ وهو ما يؤخذ بعين الاعتبار أنه علامة محددة للخلايا الصنوبريّة. إن بعض إنزيمات الغدد الصنوبريّة تشمل إنزيم 5-إتش تي إن أسيتيل حفز الانتقال 5-HT N-acetyl transferase و إنزيم 5 هيدروكسيندول-أوو- ميثيل حفز الانتقال 5-hydroxyindole-O-methyltransferase التي تُستخدم لتحويل السيروتونين إلى ميلاتونين.
تُفرز الخلايا الصنوبريّة الميلاتونين الخاص بها إلى داخل الشُّعيرات الدمويّة عن طريق عمليات سيتوبلازمية طويلة تلك التي تُشبه المحاور العصبية. ويتم تحفيز إفراز الميلاتونين عن طريق عقدة علوية منحنية سمبثاوية أو ودية. كما أن لديها عمليات سيتوبلازمية أقصر تتصل مع الخلايا الصنوبرية المجاورة عن طريق جسيمات رابطة وواصلات الفراغ.
إن للخلايا الصنوبريّة شكل نوويّ غير منتظم كبير مع نُويّة بارزة.

## أنواع الخلايا الصنوبرية

### النوع الأول
يعرف النوع الأول من الخلايا الصنوبرية باسم الخلايا الصنوبرية الفاتحة، لأنها تتلون بكثافة منخفضة عند رؤيتها تحت المجهر الضوئي، وتبدو بشكل عام بلون فاتح للعين البشرية المجردة. تشير الدراسات إلى امتلاك هذا النوع شكل دائري أو بيضوي وقطر يتراوح من 7-11 ميكرومتر. يكون عدد النوع الأول من الخلايا الصنوبرية عادةً أكثر لدى الأطفال والبالغين مقارنةً بالنوع الثاني. تعتبر كذلك الخلية الأنشط بسبب احتوائها على عناصر خلوية معينة تساعدها في ذلك، كامتلاكها عدد أكبر من المتقدرات مثلًا. تتوافق موجودات أخرى مع النوع الأول من الخلايا الصنوبرية، وهذا يتضمن ارتفاع كمية الجسيمات الحالة والحبيبات الكثيفة الموجودة في الخلايا مع زيادة عمر الكائن الحي، ما قد يشير إلى أهمية الالتهام الذاتي في هذه الخلايا. أظهرت الأبحاث أيضًا احتواء هذا النوع من الخلايا على السيروتونين الذي يتحول لاحقًا إلى ميلاتونين، وهو الهرمون الرئيسي الذي تفرزه الغدة الصنوبرية.

### النوع الثاني
يعرف النوع الثاني من الخلايا الصنوبرية أيضًا باسم الخلايا الصنوبرية الغامقة، لأنها تتلون بكثافة عالية عند رؤيتها تحت المجهر الضوئي، وتبدو بشكل عام غامقة للعين البشرية المجردة. وفقًا للدراسات والفحوص المجهرية، تملك هذه الخلايا شكل مستدير أو بيضوي أو مستطيل، ويبلغ قطرها نحو 7- 11.2 ميكرومتر. تحتوي نوى النوع الثاني من الخلايا الصنوبرية على العديد من الطيات التي تحمل ضمنها كميات كبيرة من الشبكات الإندوبلازمية الخشنة والريبوسومات. لوحظت كذلك وفرة الأهداب والمريكزات في هذا النوع من الخلايا. ينفرد النوع الثاني بوجود فجوات عصارية تحتوي على طبقتين غشائيتين. وكما تحتوي خلايا النوع الأول على السيروتونين، فإن خلايا النوع الثاني تحتوي على الميلاتونين، ويعتقد أنها تملك خصائص مشابهة لخلايا الغدد الصماء والخلايا العصبية.

## تطور الخلايا الصنوبرية
تدعي إحدى النظريات الشائعة المفسرة لتطور الخلايا الصنوبرية أنها تطورت من الخلايا المستقبلة للضوء، ويعتقد أن الخلايا الصنوبرية لدى أسلاف الفقاريات تملك نفس الوظيفة التي تؤديها الخلايا المستقبلة للضوء، كخلايا الشبكية مثلًا. في العديد من الفقاريات غير الثديية، ما تزال الخلايا الصنوبرية في الشبكية متفاعلة مع الضوء، على الرغم من عدم امتلاكها دورًا فعالًا في الصورة المرئية. توجد أوجه تشابه بنيوية ووظيفية وجينية بين هذين النوعين من الخلايا. من الناحية البنيوية، يتطور كلاهما خلال المرحلة الجنينية من المنطقة المخصصة للدماغ البيني والمنطقة التي تحتوي المهاد وتحت المهاد. يملك النوعان سمات متشابهة، كالأهداب والأغشية المطوية والقطبية. يمكن رؤية الأدلة الوظيفية لنظرية التطور المتعلقة بذلك في الفقاريات غير الثديية؛ إذ تحتفظ الخلايا الصنوبرية بحساسيتها الضوئية في الجلكيات والأسماك والبرمائيات والزواحف والطيور، وتفرز بعض هذه الفقاريات الدنيا الميلاتونين، وهذا يشير إلى احتمال عمل الخلايا الصنوبرية لدى الثدييات كخلايا مستقبلة للضوء في الماضي. أشار الباحثون أيضًا إلى وجود العديد من بروتينات الشبكية المستقبلة للضوء ضمن الخلايا الصنوبرية في الدجاج والأسماك. تشير الأدلة الجينية إلى وجود جينات التحول الضوئي البصري، التي تعبر عنها المستقبلات الضوئية في الشبكية، ضمن الخلايا الصنوبرية أيضًا.
تشير أدلة أخرى إلى تطور الخلايا الصنوبرية من الخلايا المستقبلة للضوء، وهذا يتضمن أوجه التشابه بين المعقدات الشريطية في نوعي الخلايا. يشير وجود البروتين RIBEYE وبروتينات أخرى في الخلايا الصنوبرية والخلايا الحسية (في المستقبلات الضوئية وخلايا الشعر) إلى ارتباط النوعين تطوريًا. يختلف الشريطان المشبكيان بوجود بروتينات معينة، كبروتين ERC2 / CAST1، وبتوزيع البروتينات ضمن معقدات كل خلية.

## روابط خارجية
- http://www.bu.edu/histology/p/14402loa.htm